# Mark Hughes
Leslie Mark Hughes OBE (Wrexham, 1º novembre 1963) è un allenatore di calcio ed ex calciatore gallese, di ruolo attaccante, tecnico del Carlisle Utd.
Come molti suoi conterranei, ha giocato soprattutto nel campionato inglese, dal momento che fino a metà degli anni novanta le squadre gallesi partecipavano ai campionati minori inglesi e disputavano invece la Coppa del Galles.
Nel 2004 è entrato nell'Ordine dell'Impero Britannico.

## Carriera

### Giocatore

#### Club
Entrò nelle giovanili del Manchester United nel 1980, anche se debuttò in prima squadra solamente nel 1983, segnando al suo esordio in una gara di FA Cup la rete del pareggio. Diventò ben presto titolare e guidò la squadra al successo nella FA Cup del 1985, quando aveva già esordito nella Nazionale gallese da un anno.
Nell'estate 1986 passò al Barcellona per la cifra di due milioni di sterline; al termine della stagione fu ceduto in prestito al Bayern Monaco.
Tornato al Manchester United nel 1988, con la squadra allenata da Alex Ferguson conquistò due campionati, altrettante FA Cup, una League Cup e la Coppa delle Coppe del 1991, con una doppietta in finale, proprio contro il Barcellona.
Fu infine ceduto nel 1995, quando si accasò al Chelsea, contribuendo alla conquista della FA Cup e della Coppa delle Coppe del 1998.
Dopo questa sua seconda vittoria continentale passò al Southampton. Nel frattempo chiuse anche l'attività in nazionale, con all'attivo 72 partite e 16 reti.
Nel 2000, dopo 6 mesi all'Everton, per la prima volta in carriera, giocò in seconda divisione passando al Blackburn Rovers, squadra con la quale conquistò la promozione in Premier League, vinse il suo ultimo trofeo, la League Cup del 2002 e chiuse la carriera di calciatore all'età di 38 anni.

#### Nazionale
Ha disputato 72 partite segnando 16 reti con il Galles.
Di queste 16 c'è da annoverare quella al debutto con cui ha deciso la sfida contro l'Inghilterra segnando il definitivo 1-0, oltre a una semirovesciata nelle qualificazioni ai Mondiali del 1986 con cui ha segnato il secondo dei 3 goal con cui il Galles ha battuto 3-0 la Spagna. Tuttavia non è bastata questa grande prestazione ai gallesi visto che non riuscirono a qualificarsi per il torneo. Ha anche deciso la sfida di qualificazione a Euro 1988 contro la Danimarca segnando l'1-0 al 19' minuto.

### Allenatore
Prima di concludere la carriera da calciatore, è stato assunto come tecnico della sua Nazionale, quindi è passato al Blackburn Rovers, arrivando a conquistare la qualificazione per le competizioni europee.
Il 4 giugno 2008 è diventato l'allenatore del Manchester City. Con i Citizens ha conquistato il 10º posto nella stagione 2008-09.
Il 19 dicembre 2009 è stato esonerato dal suo incarico e sostituito da Roberto Mancini.
Alla fine di marzo 2010 viene reso noto un interessamento nei suoi confronti da parte della federazione della Costa d'Avorio, ancora alla ricerca di un CT per i Mondiali in Sudafrica dopo il licenziamento di Vahid Halilhodžić. Il 28 marzo 2010 la federazione ivoriana conferma però di aver scelto l'ex CT dell'Inghilterra Sven-Göran Eriksson.
Il 29 luglio 2010 viene ufficializzato il suo ingaggio come allenatore del Fulham. Riesce a portare i Cottagers all'8º posto in campionato ottenendo peraltro la qualificazione all'Europa League in virtù del conteggio dell'UEFA Fair Play ranking. Tuttavia il 2 giugno 2011 lo sostituisce Martin Jol.

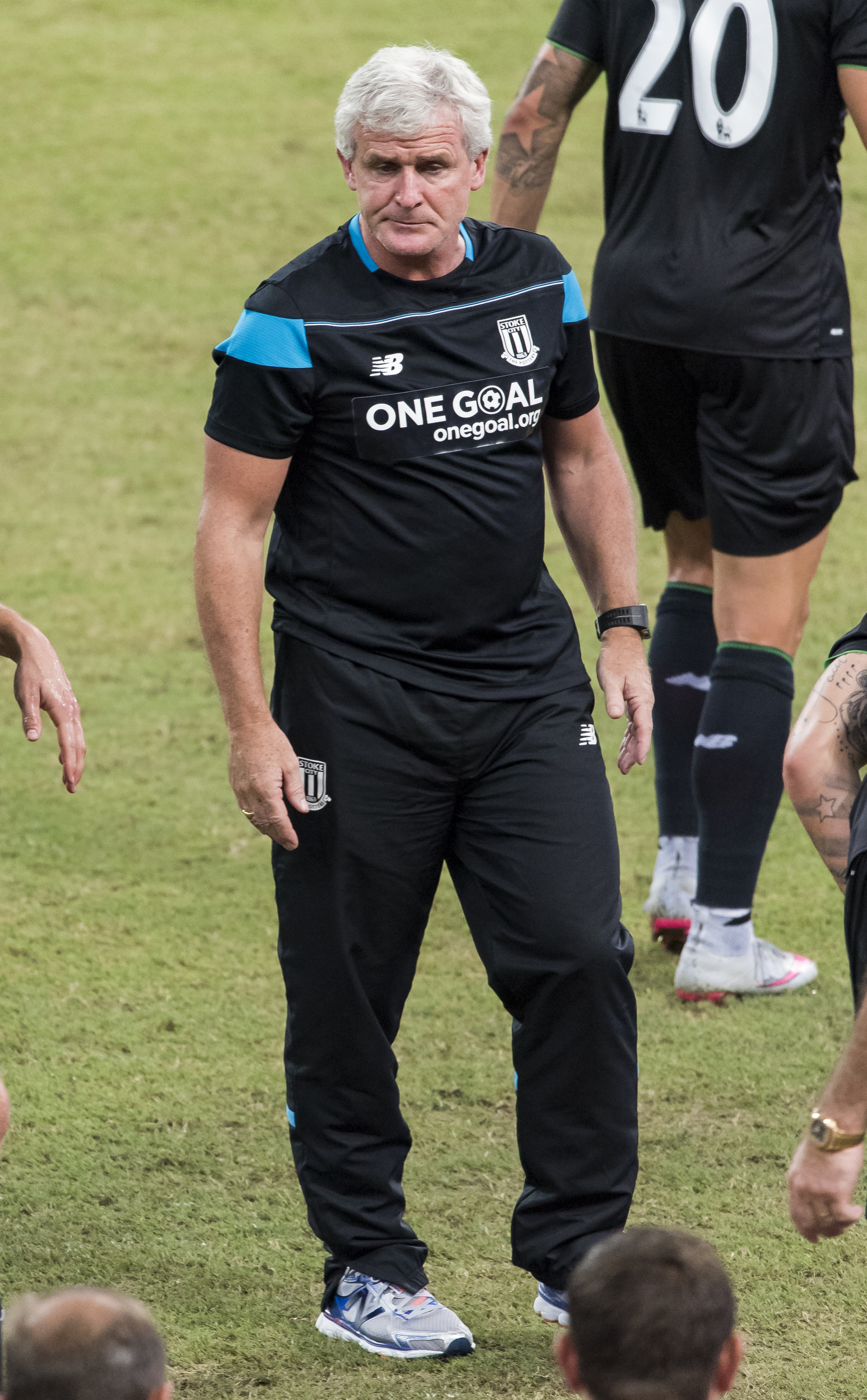
Hughes da allenatore dello Stoke City

Il 10 gennaio 2012 viene ingaggiato dal Queens Park Rangers per sostituire Neil Warnock. Con la squadra londinese firma un contratto di due anni e mezzo fino al 30 giugno 2014. Il 14 gennaio perde al debutto contro il Newcastle per 1-0 ma vince poi il 21 gennaio contro il Wigan in casa per 3-1, il 13 maggio 2012 riesce a salvarsi dalla retrocessione pur perdendo 3-2 in casa del Manchester City (tornati a vincere il titolo nazionale dopo 44 anni d'attesa), sua ex-squadra, grazie al contemporaneo pareggio (2-2) del Bolton in trasferta contro lo Stoke City. Il 23 novembre 2012 venne esonerato a causa dei pessimi risultati che la squadra stava conseguendo (ultima con quattro punti frutto di 4 pareggi e senza aver mai vinto dopo dodici giornate di campionato), venendo sostituito da Harry Redknapp, che non riuscirà a salvare gli Hoops.
Il 30 maggio 2013 viene annunciato nel ruolo di allenatore dello Stoke City. Con il club arriva per due volte al 9º posto in campionato nelle successive stagioni (nel 2015-2016 arriva addirittura davanti al Chelsea).
Dopo una quarta stagione ai Potters chiusa al 13º posto, la quinta si rivela molto difficoltosa: il 6 gennaio 2018 viene esonerato dopo 4 stagioni e mezzo dallo Stoke con la squadra terz'ultima in classifica (ergo in piena zona retrocessione) con 20 punti a pari punti con il Southampton e con la peggior difesa della Premier con 47 gol subiti.
Il 14 marzo seguente diventa il nuovo tecnico del Southampton, firmando un contratto valido fino al termine della stagione. Conquistata un'insperata salvezza con un turno di anticipo, il 25 maggio rinnova fino al 2021 con i Saints. Il 3 dicembre 2018, dopo avere ottenuto una sola vittoria in 14 partite, viene esonerato.
Il 24 febbraio 2022 torna ad allenare firmando un contratto di due anni e mezzo con il Bradford City. Il 4 ottobre 2023 viene esonerato.

## Statistiche

### Cronologia presenze e reti in nazionale
| Cronologia completa delle presenze e delle reti in nazionale ― Galles | Cronologia completa delle presenze e delle reti in nazionale ― Galles | Cronologia completa delle presenze e delle reti in nazionale ― Galles | Cronologia completa delle presenze e delle reti in nazionale ― Galles | Cronologia completa delle presenze e delle reti in nazionale ― Galles | Cronologia completa delle presenze e delle reti in nazionale ― Galles | Cronologia completa delle presenze e delle reti in nazionale ― Galles | Cronologia completa delle presenze e delle reti in nazionale ― Galles |
| Data                                                                  | Città                                                                 | In casa                                                               | Risultato                                                             | Ospiti                                                                | Competizione                                                          | Reti                                                                  | Note                                                                  |
| --------------------------------------------------------------------- | --------------------------------------------------------------------- | --------------------------------------------------------------------- | --------------------------------------------------------------------- | --------------------------------------------------------------------- | --------------------------------------------------------------------- | --------------------------------------------------------------------- | --------------------------------------------------------------------- |
| 2-5-1984                                                              | Wrexham                                                               | Galles                                                                | 1 – 0                                                                 | Inghilterra                                                           | Amichevole                                                            | 1                                                                     |                                                                       |
| 22-5-1984                                                             | Swansea                                                               | Galles                                                                | 1 – 1                                                                 | Irlanda del Nord                                                      | Amichevole                                                            | 1                                                                     |                                                                       |
| 12-9-1984                                                             | Reykjavík                                                             | Islanda                                                               | 1 – 0                                                                 | Galles                                                                | Qual. Mondiali 1986                                                   | -                                                                     |                                                                       |
| 17-10-1984                                                            | Siviglia                                                              | Spagna                                                                | 3 – 0                                                                 | Galles                                                                | Qual. Mondiali 1986                                                   | -                                                                     |                                                                       |
| 14-11-1984                                                            | Cardiff                                                               | Galles                                                                | 2 – 1                                                                 | Islanda                                                               | Qual. Mondiali 1986                                                   | 1                                                                     |                                                                       |
| 26-2-1985                                                             | Wrexham                                                               | Galles                                                                | 1 – 1                                                                 | Norvegia                                                              | Amichevole                                                            | -                                                                     |                                                                       |
| 27-3-1985                                                             | Glasgow                                                               | Scozia                                                                | 0 – 1                                                                 | Galles                                                                | Qual. Mondiali 1986                                                   | -                                                                     |                                                                       |
| 30-4-1985                                                             | Wrexham                                                               | Galles                                                                | 3 – 0                                                                 | Spagna                                                                | Qual. Mondiali 1986                                                   | 1                                                                     |                                                                       |
| 5-6-1985                                                              | Bergen                                                                | Norvegia                                                              | 4 – 2                                                                 | Galles                                                                | Amichevole                                                            | 1                                                                     |                                                                       |
| 10-9-1985                                                             | Cardiff                                                               | Galles                                                                | 1 – 1                                                                 | Scozia                                                                | Qual. Mondiali 1986                                                   | 1                                                                     |                                                                       |
| 16-10-1985                                                            | Cardiff                                                               | Galles                                                                | 0 – 3                                                                 | Ungheria                                                              | Amichevole                                                            | -                                                                     |                                                                       |
| 21-4-1986                                                             | Wrexham                                                               | Galles                                                                | 0 – 0                                                                 | Uruguay                                                               | Amichevole                                                            | -                                                                     |                                                                       |
| 18-2-1987                                                             | Swansea                                                               | Galles                                                                | 0 – 0                                                                 | Unione Sovietica                                                      | Amichevole                                                            | -                                                                     |                                                                       |
| 29-4-1987                                                             | Wrexham                                                               | Galles                                                                | 1 – 1                                                                 | Cecoslovacchia                                                        | Amichevole                                                            | -                                                                     |                                                                       |
| 9-9-1987                                                              | Cardiff                                                               | Galles                                                                | 1 – 0                                                                 | Danimarca                                                             | Qual. Euro 1988                                                       | 1                                                                     |                                                                       |
| 14-10-1987                                                            | Copenaghen                                                            | Danimarca                                                             | 1 – 0                                                                 | Galles                                                                | Qual. Euro 1988                                                       | -                                                                     | Ammonizione                                                           |
| 11-11-1987                                                            | Praga                                                                 | Cecoslovacchia                                                        | 2 – 0                                                                 | Galles                                                                | Qual. Euro 1988                                                       | -                                                                     |                                                                       |
| 27-4-1988                                                             | Solna                                                                 | Svezia                                                                | 4 – 1                                                                 | Galles                                                                | Amichevole                                                            | -                                                                     |                                                                       |
| 1-6-1988                                                              | Ta' Qali                                                              | Malta                                                                 | 2 – 3                                                                 | Galles                                                                | Amichevole                                                            | 1                                                                     |                                                                       |
| 4-6-1988                                                              | Brescia                                                               | Italia                                                                | 0 – 1                                                                 | Galles                                                                | Amichevole                                                            | -                                                                     |                                                                       |
| 14-9-1988                                                             | Amsterdam                                                             | Paesi Bassi                                                           | 1 – 0                                                                 | Galles                                                                | Qual. Mondiali 1990                                                   | -                                                                     | 76’                                                                   |
| 19-10-1988                                                            | Swansea                                                               | Galles                                                                | 2 – 2                                                                 | Finlandia                                                             | Qual. Mondiali 1990                                                   | -                                                                     |                                                                       |
| 8-2-1989                                                              | Ramat Gan                                                             | Israele                                                               | 3 – 3                                                                 | Galles                                                                | Amichevole                                                            | -                                                                     |                                                                       |
| 26-4-1989                                                             | Wrexham                                                               | Galles                                                                | 0 – 2                                                                 | Svezia                                                                | Amichevole                                                            | -                                                                     |                                                                       |
| 31-5-1989                                                             | Cardiff                                                               | Galles                                                                | 0 – 0                                                                 | Germania Ovest                                                        | Qual. Mondiali 1990                                                   | -                                                                     | 54’                                                                   |
| 6-9-1989                                                              | Helsinki                                                              | Finlandia                                                             | 1 – 0                                                                 | Galles                                                                | Qual. Mondiali 1990                                                   | -                                                                     | 53’                                                                   |
| 15-11-1989                                                            | Colonia                                                               | Germania Ovest                                                        | 2 – 1                                                                 | Galles                                                                | Qual. Mondiali 1990                                                   | -                                                                     |                                                                       |
| 20-5-1990                                                             | Cardiff                                                               | Galles                                                                | 1 – 0                                                                 | Costa Rica                                                            | Amichevole                                                            | -                                                                     | 75’                                                                   |
| 11-9-1990                                                             | Copenaghen                                                            | Danimarca                                                             | 1 – 0                                                                 | Galles                                                                | Amichevole                                                            | -                                                                     |                                                                       |
| 17-10-1990                                                            | Cardiff                                                               | Galles                                                                | 3 – 1                                                                 | Belgio                                                                | Amichevole                                                            | 1                                                                     |                                                                       |
| 14-11-1990                                                            | Lussemburgo                                                           | Lussemburgo                                                           | 0 – 1                                                                 | Galles                                                                | Amichevole                                                            | -                                                                     |                                                                       |
| 27-3-1991                                                             | Bruxelles                                                             | Belgio                                                                | 1 – 1                                                                 | Galles                                                                | Qual. Euro 1992                                                       | -                                                                     |                                                                       |
| 1-5-1991                                                              | Cardiff                                                               | Galles                                                                | 1 – 0                                                                 | Islanda                                                               | Amichevole                                                            | -                                                                     | 69’                                                                   |
| 29-5-1991                                                             | Radom                                                                 | Polonia                                                               | 0 – 0                                                                 | Galles                                                                | Amichevole                                                            | -                                                                     |                                                                       |
| 5-6-1991                                                              | Cardiff                                                               | Galles                                                                | 1 – 0                                                                 | Germania                                                              | Amichevole                                                            | -                                                                     |                                                                       |
| 11-9-1991                                                             | Cardiff                                                               | Galles                                                                | 1 – 0                                                                 | Brasile                                                               | Amichevole                                                            | -                                                                     |                                                                       |
| 16-10-1991                                                            | Norimberga                                                            | Germania                                                              | 4 – 1                                                                 | Galles                                                                | Qual. Euro 1992                                                       | -                                                                     |                                                                       |
| 13-11-1991                                                            | Cardiff                                                               | Galles                                                                | 1 – 0                                                                 | Lussemburgo                                                           | Qual. Euro 1992                                                       | -                                                                     |                                                                       |
| 19-2-1992                                                             | Dublino                                                               | Irlanda                                                               | 0 – 1                                                                 | Galles                                                                | Amichevole                                                            | -                                                                     | cap.                                                                  |
| 20-5-1992                                                             | Bucarest                                                              | Romania                                                               | 5 – 1                                                                 | Galles                                                                | Qual. Mondiali 1994                                                   | -                                                                     | cap.                                                                  |
| 30-5-1992                                                             | Utrecht                                                               | Paesi Bassi                                                           | 4 – 0                                                                 | Galles                                                                | Amichevole                                                            | -                                                                     |                                                                       |
| 3-6-1992                                                              | Tokyo                                                                 | Argentina                                                             | 1 – 0                                                                 | Galles                                                                | Amichevole                                                            | -                                                                     |                                                                       |
| 7-6-1992                                                              | Matsuyama                                                             | Giappone                                                              | 0 – 1                                                                 | Galles                                                                | Amichevole                                                            | -                                                                     | Ammonizione                                                           |
| 9-9-1992                                                              | Cardiff                                                               | Galles                                                                | 6 – 0                                                                 | Fær Øer                                                               | Qual. Mondiali 1994                                                   | -                                                                     |                                                                       |
| 14-10-1992                                                            | Limassol                                                              | Cipro                                                                 | 0 – 1                                                                 | Galles                                                                | Qual. Mondiali 1994                                                   | 1                                                                     |                                                                       |
| 18-11-1992                                                            | Bruxelles                                                             | Belgio                                                                | 2 – 0                                                                 | Galles                                                                | Qual. Mondiali 1994                                                   | -                                                                     |                                                                       |
| 17-2-1993                                                             | Dublino                                                               | Irlanda                                                               | 2 – 1                                                                 | Galles                                                                | Amichevole                                                            | 1                                                                     |                                                                       |
| 31-3-1993                                                             | Cardiff                                                               | Galles                                                                | 2 – 0                                                                 | Belgio                                                                | Qual. Mondiali 1994                                                   | -                                                                     |                                                                       |
| 28-4-1993                                                             | Ostrava                                                               | Cecoslovacchia                                                        | 1 – 1                                                                 | Galles                                                                | Qual. Mondiali 1994                                                   | 1                                                                     |                                                                       |
| 6-6-1993                                                              | Toftir                                                                | Fær Øer                                                               | 0 – 3                                                                 | Galles                                                                | Qual. Mondiali 1994                                                   | -                                                                     | 75’                                                                   |
| 8-9-1993                                                              | Cardiff                                                               | Galles                                                                | 2 – 2                                                                 | Cecoslovacchia                                                        | Qual. Mondiali 1994                                                   | -                                                                     |                                                                       |
| 13-10-1993                                                            | Cardiff                                                               | Galles                                                                | 2 – 0                                                                 | Cipro                                                                 | Qual. Mondiali 1994                                                   | -                                                                     | Ammonizione                                                           |
| 9-3-1994                                                              | Cardiff                                                               | Galles                                                                | 1 – 3                                                                 | Norvegia                                                              | Amichevole                                                            | -                                                                     | 46’                                                                   |
| 16-11-1994                                                            | Tbilisi                                                               | Georgia                                                               | 5 – 0                                                                 | Galles                                                                | Qual. Euro 1996                                                       | -                                                                     | 44’                                                                   |
| 14-12-1994                                                            | Cardiff                                                               | Galles                                                                | 0 – 3                                                                 | Bulgaria                                                              | Qual. Euro 1996                                                       | -                                                                     | 80’                                                                   |
| 26-4-1995                                                             | Düsseldorf                                                            | Germania                                                              | 1 – 1                                                                 | Galles                                                                | Qual. Euro 1996                                                       | -                                                                     | 89’                                                                   |
| 7-6-1995                                                              | Cardiff                                                               | Galles                                                                | 1 – 0                                                                 | Georgia                                                               | Qual. Euro 1996                                                       | -                                                                     | 84’                                                                   |
| 6-9-1995                                                              | Swansea                                                               | Galles                                                                | 1 – 0                                                                 | Moldavia                                                              | Amichevole                                                            | -                                                                     |                                                                       |
| 24-1-1996                                                             | Terni                                                                 | Italia                                                                | 3 – 0                                                                 | Galles                                                                | Amichevole                                                            | -                                                                     |                                                                       |
| 2-6-1996                                                              | Serravalle                                                            | San Marino                                                            | 0 – 5                                                                 | Galles                                                                | Qual. Mondiali 1998                                                   | 2                                                                     | 46’                                                                   |
| 31-8-1996                                                             | Cardiff                                                               | Galles                                                                | 6 – 0                                                                 | San Marino                                                            | Qual. Mondiali 1998                                                   | 2                                                                     |                                                                       |
| 5-10-1996                                                             | Cardiff                                                               | Galles                                                                | 1 – 3                                                                 | Paesi Bassi                                                           | Qual. Mondiali 1998                                                   | -                                                                     | 86’                                                                   |
| 14-12-1996                                                            | Cardiff                                                               | Galles                                                                | 0 – 0                                                                 | Turchia                                                               | Qual. Mondiali 1998                                                   | -                                                                     |                                                                       |
| 11-2-1997                                                             | Cardiff                                                               | Galles                                                                | 0 – 0                                                                 | Irlanda                                                               | Amichevole                                                            | -                                                                     | 88’                                                                   |
| 29-3-1997                                                             | Cardiff                                                               | Galles                                                                | 1 – 2                                                                 | Belgio                                                                | Qual. Mondiali 1998                                                   | -                                                                     | 26’                                                                   |
| 20-8-1997                                                             | Istanbul                                                              | Turchia                                                               | 6 – 4                                                                 | Galles                                                                | Qual. Mondiali 1998                                                   | -                                                                     | 13’                                                                   |
| 5-9-1998                                                              | Liverpool                                                             | Galles                                                                | 0 – 2                                                                 | Italia                                                                | Qual. Euro 2000                                                       | -                                                                     | 80’                                                                   |
| 10-10-1998                                                            | Copenaghen                                                            | Danimarca                                                             | 1 – 2                                                                 | Galles                                                                | Qual. Euro 2000                                                       | -                                                                     |                                                                       |
| 14-10-1998                                                            | Cardiff                                                               | Galles                                                                | 3 – 2                                                                 | Bielorussia                                                           | Qual. Euro 2000                                                       | -                                                                     | cap.                                                                  |
| 31-3-1999                                                             | Zurigo                                                                | Svizzera                                                              | 2 – 0                                                                 | Galles                                                                | Qual. Euro 2000                                                       | -                                                                     | 36’ 72’                                                               |
| 5-6-1999                                                              | Bologna                                                               | Italia                                                                | 4 – 0                                                                 | Galles                                                                | Qual. Euro 2000                                                       | -                                                                     |                                                                       |
| 9-6-1999                                                              | Liverpool                                                             | Galles                                                                | 0 – 2                                                                 | Danimarca                                                             | Qual. Euro 2000                                                       | -                                                                     |                                                                       |
| Totale                                                                |                                                                       | Presenze                                                              | 72                                                                    |                                                                       | Reti (8º posto)                                                       | 16                                                                    |                                                                       |

### Statistiche da allenatore

#### Club
Statistiche aggiornate all'1 luglio 2022.
| Stagione               | Squadra                | Campionato             | Campionato | Campionato | Campionato | Campionato | Coppe nazionali | Coppe nazionali | Coppe nazionali | Coppe nazionali | Coppe nazionali | Coppe continentali | Coppe continentali | Coppe continentali | Coppe continentali | Coppe continentali | Altre coppe | Altre coppe | Altre coppe | Altre coppe | Altre coppe | Totale | Totale | Totale | Totale | % Vittorie | Piazzamento     |
| Stagione               | Squadra                | Comp                   | G          | V          | N          | P          | Comp            | G               | V               | N               | P               | Comp               | G                  | V                  | N                  | P                  | Comp        | G           | V           | N           | P           | G      | V      | N      | P      | %          | Piazzamento     |
| ---------------------- | ---------------------- | ---------------------- | ---------- | ---------- | ---------- | ---------- | --------------- | --------------- | --------------- | --------------- | --------------- | ------------------ | ------------------ | ------------------ | ------------------ | ------------------ | ----------- | ----------- | ----------- | ----------- | ----------- | ------ | ------ | ------ | ------ | ---------- | --------------- |
| set. 2004-2005         | Blackburn              | PL                     | 33         | 9          | 13         | 11         | FACup+CdL       | 7+1             | 4+0             | 2+1             | 1+0             | -                  | -                  | -                  | -                  | -                  | -           | -           | -           | -           | -           | 41     | 13     | 16     | 12     | 31,71      | Sub. 15º        |
| 2005-2006              | Blackburn              | PL                     | 38         | 19         | 6          | 13         | FACup+CdL       | 2+6             | 1+4             | 0+1             | 1+1             | -                  | -                  | -                  | -                  | -                  | -           | -           | -           | -           | -           | 46     | 24     | 7      | 15     | 52,17      | 6º              |
| 2006-2007              | Blackburn              | PL                     | 38         | 15         | 7          | 16         | FACup+CdL       | 6+1             | 4+0             | 1+0             | 1+1             | CU                 | 8                  | 4                  | 3                  | 1                  | -           | -           | -           | -           | -           | 53     | 23     | 11     | 19     | 43,40      | 10º             |
| 2007-2008              | Blackburn              | PL                     | 38         | 15         | 13         | 10         | FACup+CdL       | 1+3             | 0+2             | 0+0             | 1+1             | Int.+CU            | 2+4                | 2+3                | 0+0                | 0+1                | -           | -           | -           | -           | -           | 48     | 22     | 13     | 13     | 45,83      | 7º              |
| Totale Blackburn       | Totale Blackburn       | Totale Blackburn       | 147        | 58         | 39         | 50         |                 | 27              | 15              | 5               | 7               |                    | 14                 | 9                  | 3                  | 2                  |             | -           | -           | -           | -           | 188    | 82     | 47     | 59     | 43,62      |                 |
| 2008-2009              | Manchester City        | PL                     | 38         | 15         | 5          | 18         | FACup+CdL       | 1+1             | 0+0             | 0+1             | 1+0             | CU                 | 16                 | 10                 | 2                  | 4                  | -           | -           | -           | -           | -           | 56     | 25     | 8      | 23     | 44,64      | 10º             |
| lug.-dic. 2009         | Manchester City        | PL                     | 17         | 7          | 8          | 2          | FACup+CdL       | 0+4             | 4               | 0               | 0               | -                  | -                  | -                  | -                  | -                  | -           | -           | -           | -           | -           | 21     | 11     | 8      | 2      | 52,38      | Eson.           |
| Totale Manchester City | Totale Manchester City | Totale Manchester City | 55         | 22         | 13         | 20         |                 | 6               | 4               | 1               | 1               |                    | 16                 | 10                 | 2                  | 4                  |             | -           | -           | -           | -           | 77     | 36     | 16     | 25     | 46,75      |                 |
| 2010-2011              | Fulham                 | PL                     | 38         | 11         | 16         | 11         | FACup+CdL       | 3+2             | 2+1             | 0+0             | 1+1             | -                  | -                  | -                  | -                  | -                  | -           | -           | -           | -           | -           | 43     | 14     | 16     | 13     | 32,56      | 8º              |
| gen.-giu. 2012         | QPR                    | PL                     | 18         | 6          | 2          | 10         | FACup+CdL       | 2+0             | 1               | 0               | 1               | -                  | -                  | -                  | -                  | -                  | -           | -           | -           | -           | -           | 20     | 7      | 2      | 11     | 35,00      | Sub. 17º        |
| lug.-nov. 2012         | QPR                    | PL                     | 12         | 0          | 4          | 8          | FACup+CdL       | 0+2             | 1               | 0               | 1               | -                  | -                  | -                  | -                  | -                  | -           | -           | -           | -           | -           | 14     | 1      | 4      | 9      | &7,14      | Eson.           |
| Totale QPR             | Totale QPR             | Totale QPR             | 30         | 6          | 6          | 18         |                 | 4               | 2               | 0               | 2               |                    | -                  | -                  | -                  | -                  |             | -           | -           | -           | -           | 34     | 8      | 6      | 20     | 23,53      |                 |
| 2013-2014              | Stoke City             | PL                     | 38         | 13         | 11         | 14         | FACup+CdL       | 2+4             | 1+2             | 0+1             | 1+1             | -                  | -                  | -                  | -                  | -                  | -           | -           | -           | -           | -           | 44     | 16     | 12     | 16     | 36,36      | 9º              |
| 2014-2015              | Stoke City             | PL                     | 38         | 15         | 9          | 14         | FACup+CdL       | 3+3             | 2+2             | 0+0             | 1+1             | -                  | -                  | -                  | -                  | -                  | -           | -           | -           | -           | -           | 44     | 19     | 9      | 16     | 43,18      | 9º              |
| 2015-2016              | Stoke City             | PL                     | 38         | 14         | 9          | 15         | FACup+CdL       | 2+6             | 1+3             | 0+2             | 1+1             | -                  | -                  | -                  | -                  | -                  | -           | -           | -           | -           | -           | 46     | 18     | 11     | 17     | 39,13      | 9º              |
| 2016-2017              | Stoke City             | PL                     | 38         | 11         | 11         | 16         | FACup+CdL       | 1+2             | 0+1             | 0+0             | 1+1             | -                  | -                  | -                  | -                  | -                  | -           | -           | -           | -           | -           | 41     | 12     | 11     | 18     | 29,27      | 13º             |
| 2017-gen. 2018         | Stoke City             | PL                     | 22         | 5          | 5          | 12         | FACup+CdL       | 1+2             | 0+1             | 0+0             | 1+1             | -                  | -                  | -                  | -                  | -                  | -           | -           | -           | -           | -           | 25     | 6      | 5      | 14     | 24,00      | Eson.           |
| Totale Stoke City      | Totale Stoke City      | Totale Stoke City      | 174        | 58         | 45         | 71         |                 | 26              | 13              | 3               | 10              |                    | -                  | -                  | -                  | -                  |             | -           | -           | -           | -           | 200    | 71     | 48     | 81     | 35,50      |                 |
| mar.-giu. 2018         | Southampton            | PL                     | 8          | 2          | 2          | 4          | FACup+CdL       | 2+0             | 1               | 0               | 1               | -                  | -                  | -                  | -                  | -                  | -           | -           | -           | -           | -           | 10     | 3      | 2      | 5      | 30,00      | Sub. 17º        |
| lug.-dic. 2018         | Southampton            | PL                     | 14         | 1          | 6          | 7          | FACup+CdL       | 0+3             | 1               | 2               | 0               | -                  | -                  | -                  | -                  | -                  | -           | -           | -           | -           | -           | 17     | 2      | 8      | 7      | 11,76      | Eson.           |
| Totale Southampton     | Totale Southampton     | Totale Southampton     | 22         | 3          | 8          | 11         |                 | 5               | 2               | 2               | 1               |                    | -                  | -                  | -                  | -                  |             | -           | -           | -           | -           | 27     | 5      | 10     | 12     | 18,52      |                 |
| feb.-giu. 2022         | Bradford City          | FL2                    | 13         | 5          | 3          | 5          | FACup+CdL       | -               | -               | -               | -               | -                  | -                  | -                  | -                  | -                  | FLT         | -           | -           | -           | -           | 13     | 5      | 3      | 5      | 38,46      | Sub. 14º        |
| 2022-2023              | Bradford City          | FL2                    | 46+2       | 20+1       | 16         | 10+1       | FACup+CdL       | 1+2             | 0+1             | 0+0             | 1+1             | -                  | -                  | -                  | -                  | -                  | FLT         | 4           | 1           | 1           | 2           | 55     | 23     | 17     | 15     | 41,82      | 6°              |
| ago.-ott. 2023         | Bradford City          | FL2                    | 11         | 3          | 4          | 4          | FACup+CdL       | 0+3             | 0+0             | 0+2             | 0+1             | -                  | -                  | -                  | -                  | -                  | -           | -           | -           | -           | -           | 14     | 3      | 6      | 5      | 21,43      | Eson            |
| Totale Bradford City   | Totale Bradford City   | Totale Bradford City   | 70+2       | 28+1       | 23         | 19+1       |                 | 6               | 1               | 2               | 3               |                    | -                  | -                  | -                  | -                  |             | 4           | 1           | 1           | 2           | 82     | 31     | 26     | 25     | 37,80      |                 |
| feb.-mag. 2025         | Carlisle Utd           | FL2                    | 18         | 5          | 6          | 7          | FACup+CdL       | 0+0             | 0+0             | 0+0             | 0+0             | -                  | -                  | -                  | -                  | -                  | -           | -           | -           | -           | -           | 18     | 5      | 6      | 7      | 27,78      | Sub, 23° (ret.) |
| Totale carriera        | Totale carriera        | Totale carriera        | 543        | 187        | 153        | 203        |                 | 79              | 40              | 13              | 26              |                    | 30                 | 19                 | 5                  | 6                  |             | 4           | 1           | 1           | 2           | 656    | 247    | 172    | 237    | 37,65      |                 |

## Palmarès

### Giocatore

#### Club

##### Competizioni nazionali
- Coppa d'Inghilterra: 4

Manchester United: 1984-1985, 1989-1990, 1993-1994
Chelsea: 1996-1997
- Charity Shield: 3

Manchester United: 1990, 1993, 1994
- Coppa di Lega inglese: 3

Manchester United: 1991-1992
Chelsea: 1997-1998
Blackburn Rovers: 2001-2002
- Campionato inglese: 2

Manchester United: 1992-1993, 1993-1994

##### Competizioni internazionali
- Coppa delle Coppe: 2

Manchester United: 1990-1991
Chelsea: 1997-1998
- Supercoppa UEFA: 1

Manchester United: 1991

#### Individuale
- Giovane dell'anno della PFA: 1

1984-1985
- Giocatore dell'anno della PFA: 2

1989, 1991
- Capocannoniere della Football League Cup: 1

1990-1991 (6 gol)